# Bộ Chính trị Ban Chấp hành Trung ương Đảng Xã hội chủ nghĩa thống nhất Đức khóa IX (1976–1981)
Bộ Chính trị Ban Chấp hành Trung ương Đảng Xã hội chủ nghĩa thống nhất Đức khóa IX (1976–1981) được bầu tại Hội nghị Trung ương lần thứ nhất của Ban chấp hành Trung ương Đảng Xã hội chủ nghĩa thống nhất Đức khóa IX được tổ chức ngày 22/5/1976.

## Ủy viên chính thức
| STT | Họ tên                                                                | Chức vụ đảm nhiệm                                                     | Chức vụ đảm nhiệm | Ghi chú                                        |
| STT | Họ tên                                                                | Chức vụ                                                               | Nhiệm kỳ          | Ghi chú                                        |
| --- | --------------------------------------------------------------------- | --------------------------------------------------------------------- | ----------------- | ---------------------------------------------- |
| 1   | Hermann Axen (1916-1992)                                              | Bí thư Trung ương Đảng                                                | 5/1976-4/1981     |                                                |
| 2   | Friedrich Ebert (1894-1979)                                           | Phó Chủ tịch Hội đồng Nhà nước                                        | 5/1976-12/1979    | Mất khi đang tại nhiệm                         |
| 3   | Werner Felfe (1928-1988)                                              | Ủy viên Hội đồng Quốc phòng; Bí thứ thứ nhất Tỉnh ủy Halle            | 5/1976-4/1981     |                                                |
| 4   | Gerhard Grüneberg (1921-1981)                                         | Bí thư Trung ương Đảng                                                | 5/1976-4/1981     | Mất khi đang tại nhiệm                         |
| 5   | Kurt Hager (1912-1998)                                                | Bí thư Trung ương Đảng                                                | 5/1976-4/1981     |                                                |
| 6   | Heinz Hoffmann (1910-1985)                                            | Ủy viên Hội đồng Quốc phòng; Bộ trưởng Bộ Quốc phòng                  | 5/1976-4/1981     |                                                |
| 7   | Erich Honecker (1912-1994)                                            | Tổng Bí thư Trung ương Đảng; Chủ tịch Hội đồng Quốc phòng             | 5/1976-4/1981     | Từ tháng 10/1976 là Chủ tịch Hội đồng Nhà nước |
| 8   | Werner Krolikowski (1928-)                                            | Ủy viên Hội đồng Quốc phòng; Phó Chủ tịch thứ nhất Hội đồng Bộ trưởng | 5/1976-4/1981     |                                                |
| 9   | Werner Lamberz (1929-1978)                                            | Bí thư Trung ương Đảng                                                | 5/1976-3/1978     | Mất khi đang tại nhiệm                         |
| 10  | Erich Mielke (1907-2000)                                              | Ủy viên Hội đồng Quốc phòng; Bộ trưởng Bộ An ninh                     | 5/1976-4/1981     |                                                |
| 11  | Günter Mittag (1926-1994)                                             | Phó Chủ tịch thứ nhất Hội đồng Bộ trưởng                              | 5/1976-11/1976    |                                                |
| 11  | Günter Mittag (1926-1994)                                             | Bí thư Trung ương Đảng                                                | 11/1976-4/1981    |                                                |
| 12  | Erich Mückenberger (1910-1998)                                        | Chủ tịch Ủy ban Kiểm tra Trung ương Đảng                              | 5/1976-4/1981     |                                                |
| 13  | Konrad Naumann (1928-1992)                                            | Bí thư Thứ nhất Thành ủy Berlin                                       | 5/1976-4/1981     |                                                |
| 14  | Alfred Neumann (1909-2001)                                            | Ủy viên Hội đồng Quốc phòng; Phó Chủ tịch thứ nhất Hội đồng Bộ trưởng | 5/1976-4/1981     |                                                |
| 15  | Albert Norden (1904-1982)                                             | Bí thư Trung ương Đảng                                                | 5/1976-4/1981     |                                                |
| 16  |                                                                       | Ủy viên Hội đồng Quốc phòng; Chủ tịch Hội đồng Bộ trưởng              | 5/1976-10/1976    |                                                |
| 16  | Ủy viên Hội đồng Quốc phòng; Chủ tịch Hội nghị Nhân dân (Volkskammer) | 10/1976-4/1981                                                        |                   |                                                |
| 17  | Willi Stoph (1910-1999)                                               | Ủy viên Hội đồng Quốc phòng; Chủ tịch Hội đồng Nhà nước               | 5/1976-10/1976    |                                                |
| 17  | Willi Stoph (1910-1999)                                               | Ủy viên Hội đồng Quốc phòng; Chủ tịch Hội đồng Bộ trưởng              | 10/1976-4/1981    |                                                |
| 18  | Harry Tisch (1927-1995)                                               | Chủ tịch Liên hiệp Công đoàn Đức Tự do                                | 5/1976-4/1981     |                                                |
| 19  | Paul Verner (1911-1986)                                               | Bí thư Trung ương Đảng                                                | 5/1976-4/1981     |                                                |
| 20  | Joachim Herrmann (1928-1992)                                          | Bí thư Trung ương Đảng                                                | 5/1978-4/1981     | Bầu bổ sung                                    |
| 21  | Horst Dohlus (1921-2007)                                              | Bí thư Trung ương Đảng                                                | 5/1980-4/1981     | Bầu bổ sung                                    |

## Ủy viên dự khuyết
| STT | Họ tên                        | Chức vụ đảm nhiệm                                           | Chức vụ đảm nhiệm | Ghi chú                                   |
| STT | Họ tên                        | Chức vụ                                                     | Nhiệm kỳ          | Ghi chú                                   |
| --- | ----------------------------- | ----------------------------------------------------------- | ----------------- | ----------------------------------------- |
| 1   | Werner Jarowinsky (1927-1990) | Bí thư Trung ương Đảng                                      | 5/1976-4/1981     |                                           |
| 2   | Margarete Müller (1931-)      | Ủy viên Hội đồng Nhà nước; Phụ trách Hợp tác xã Nông nghiệp | 5/1976-4/1981     | nữ                                        |
| 3   | Günther Kleiber (1931-2013)   | Phó Chủ tịch Hội đồng Bộ trưởng                             | 5/1976-4/1981     |                                           |
| 4   | Joachim Herrmann (1928-1992)  | Bí thư Trung ương Đảng                                      | 5/1976-5/1978     | Trở thành Ủy viên chính thức Bộ Chính trị |
| 5   | Inge Lange (1927-2013)        | Bí thư Trung ương Đảng                                      | 5/1976-4/1981     |                                           |
| 6   | Gerhard Schürer (1921-2010)   | Chủ tịch Ủy ban Kế hoạch Nhà nước                           | 5/1976-4/1981     |                                           |
| 7   | Horst Dohlus (1921-2007)      | Bí thư Trung ương Đảng                                      | 5/1976-5/1980     | Trở thành Ủy viên chính thức Bộ Chính trị |
| 8   | Egon Krenz (1937-)            | Chủ tịch Đoàn Thanh niên Đức Tự do                          | 5/1976-4/1981     |                                           |
| 9   | Werner Walde (1926-2010)      | Bí thư thứ nhất Tỉnh ủy Cottbus                             | 5/1976-4/1981     |                                           |